# 南关街道 (宿州市)
南关街道，是中华人民共和国安徽省宿州市埇桥区下辖的一个乡镇级行政单位。

## 行政区划
南关街道下辖以下地区：
葛元社区、二中社区、万里桥社区、恒馨社区、一中社区、南园社区、皖北煤电社区和祁东新村社区。